# Giro d'Italia de 1920
Giro d'Italia de 1920 foi a oitava edição da prova ciclística Giro d'Italia (Corsa Rosa), realizada entre os dias 23 de maio e 6 de junho de 1920.
A competição foi realizada em 8 etapas com um total de 2.632 km.
O vencedor foi o ciclista Gaetano Belloni. Largaram 49 competidores cruzaram a linha de chegada 10 corredores.